# ولادیمیر کراگیچ
ولادیمیر کراگیچ (کرواتی: Vladimir Kragić؛ ۸ ژوئن ۱۹۱۰ – ۱۷ سپتامبر ۱۹۷۵) بازیکن فوتبال اهل یوگسلاوی بود.
از باشگاه‌هایی که در آن بازی کرده‌است می‌توان به باشگاه فوتبال هایدوک اسپلیت اشاره کرد.
وی همچنین در تیم ملی فوتبال یوگسلاوی بازی کرده‌است.